# Festa dei Gigli
(Ferdinand Gregorovius)
La Festa dei Gigli è una festa popolare cattolica che si tiene ogni anno a Nola in occasione della festività patronale dedicata a San Paolino. Con questo evento i nolani ricordano il ritorno in città di Ponzio Meropio Paolino dalla prigionia ad opera dei barbari avvenuto nella prima metà del V secolo. 
Nel 2013 è stata inclusa nella Lista rappresentativa del patrimonio culturale immateriale dell'umanità nell'ambito della Convenzione per la salvaguardia del patrimonio culturale immateriale dell'UNESCO insieme alla Macchina di Santa Rosa di Viterbo, alla Varia di Palmi e alla Discesa dei Candelieri di Sassari, riunite nella Rete delle grandi macchine a spalla italiane.

## Storia
Papa Gregorio I racconta il sacrificio personale del vescovo Paolino che donò i suoi averi e se stesso ai Visigoti in cambio della liberazione dei nolani resi schiavi a seguito delle invasioni di Alarico I del 410.
Nato come Anicio Ponzio Meropio Paolino a Bordeaux il 355 d.c., visse a Barcellona con la sua sposa Therasia, dalla quale ebbe un figlio di nome Celso, morto dopo soli 8 giorni. La sua sposa Therasia, con la quale aveva vissuto una vita monastica su stile orientale, si uccise gettandosi da una rupe a Montjiuk. Successivamente, Paolino fu acclamato dal popolo catalano la sera di Natale in chiesa, e fu nominato sacerdote dal Vescovo di Barcelona.
Secondo la leggenda, quando nel 409 Alarico Re dei Goti distrusse gran parte di Nola, prese come ostaggi 21 cittadini, tra cui il figlio di una vedova. Venuto a conoscenza del fatto San Paolino, che era vescovo di Nola per acclamazione popolare, diede se stesso in ostaggio per ottenere la liberazione del bimbo. Venne quindi condotto come prigioniero in Turchia o in Africa, e fu impiegato come giardiniere. Alarico, avendo saputo che era un vescovo, ed avendo timore per alcuni strani sogni fatti, decise di liberarlo. Al suo ritorno, avvenuto nel 411-412, i nolani gli tributarono grandi festeggiamenti che furono curati dalle corporazioni della città. Morì a Nola nel 431 d.c. 
Secondo un'altra leggenda, liberato dalla prigionia nel 431, tornò al suo paese assieme ad altri nolani in schiavitù, accompagnati da navi cariche di grano, sbarcando sulla spiaggia di Torre Annunziata; i nolani accolsero il vescovo al suo rientro in città con dei fiori, dei Gigli per l'esattezza, e lo scortarono fino alla sede vescovile alla testa dei gonfaloni delle corporazioni delle arti e dei mestieri. In memoria di quell'avvenimento Nola ha tributato nei secoli la sua devozione a San Paolino portando in processione ceri addobbati posti prima su strutture rudimentali e poi su cataletti, divenuti infine 8 torri piramidali di legno più una barca che simboleggia il mezzo con cui San Paolino è tornato a Nola.

## I Gigli
Tali costruzioni lignee, denominate appunto "gigli", hanno assunto nell'800 l'attuale altezza di 25 metri con base cubica di circa tre metri per lato, per un peso complessivo di oltre venticinque quintali. L'elemento portante è la "borda", un'asse centrale su cui si articola l'intera struttura. Le "barre" e le "barrette" (in napoletano varre e varritielli) sono le assi di legno attraverso cui ogni Giglio viene sollevato e manovrato a spalla dagli addetti al trasporto. Questi assumono il nome di "cullatori" (in napoletano cullature), nome che deriva probabilmente dal movimento oscillante prodotto simile all'atto del cullare. L'insieme dei cullatori, di norma 128, prende il nome di "paranza".
Gli 8 Gigli vengono addobbati dagli artigiani locali con decorazioni in cartapesta, stucchi o altri materiali secondo temi religiosi, storici o d'attualità. Essi rinnovano una tradizione chiaramente individuabile sin dagli ultimi decenni dell'800, che amplia le radici storiche individuabili nelle decorazioni architettoniche barocche leccesi e rappresentano quindi una forma di macchina votiva a spalla. Oltre ai Gigli viene costruita anche una struttura simile ma più bassa con una Barca posta sulla sommità con riferimento a quella che riportò San Paolino a Nola.
Nel triennio 2020-2021-2022 la festa venne annullata a causa della pandemia di COVID-19 del 2019-2021 (precedentemente, in tutta la sua millenaria storia, era avvenuto solo negli anni della seconda guerra mondiale), per l'impossibilità di svolgere la festa nel rispetto delle disposizioni sanitarie nazionali.

## La festa
La festa si svolge il 22 giugno di ogni anno, se cade di domenica, o quella successiva, se giorno infrasettimanale e consiste nella processione danzante degli 8 Gigli e della Barca. Gli obelischi di legno prendono il nome delle antiche corporazioni delle arti e mestieri, nell'ordine: 
- Ortolano
- Salumiere
- Bettoliere
- Panettiere
- Barca
- Beccaio
- Calzolaio
- Fabbro
- Sarto

I Gigli e la Barca sfilano lungo un tradizionale percorso individuato nel nucleo più antico della cittadina al ritmo di brani originali e reinterpretazioni attinte dalla tradizione musicale napoletana, italiana e internazionale eseguiti da una banda musicale posta sulla base della struttura. La manifestazione copre l'intero arco della giornata. Nel corso della mattinata, i Gigli e la Barca vengono trasportati in piazza Duomo, la piazza principale di Nola, dove avviene la solenne benedizione da parte del vescovo. Dal primo pomeriggio all'alba del lunedì le strutture e i cullatori che li trasportano affrontano spettacolari prove di abilità e di forza.

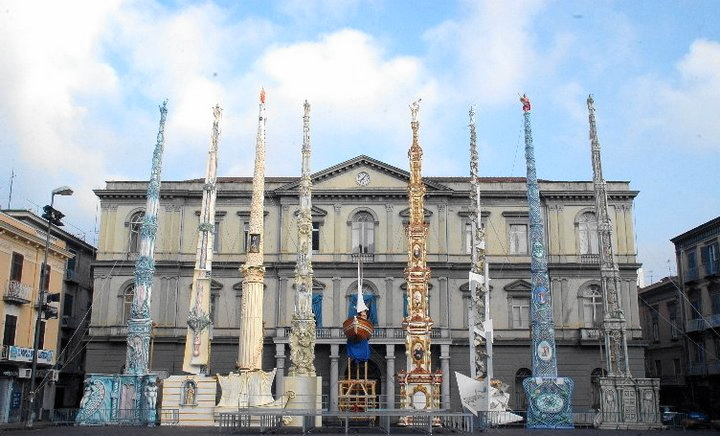
I Gigli e la Barca in Piazza Duomo il giorno dopo la festa
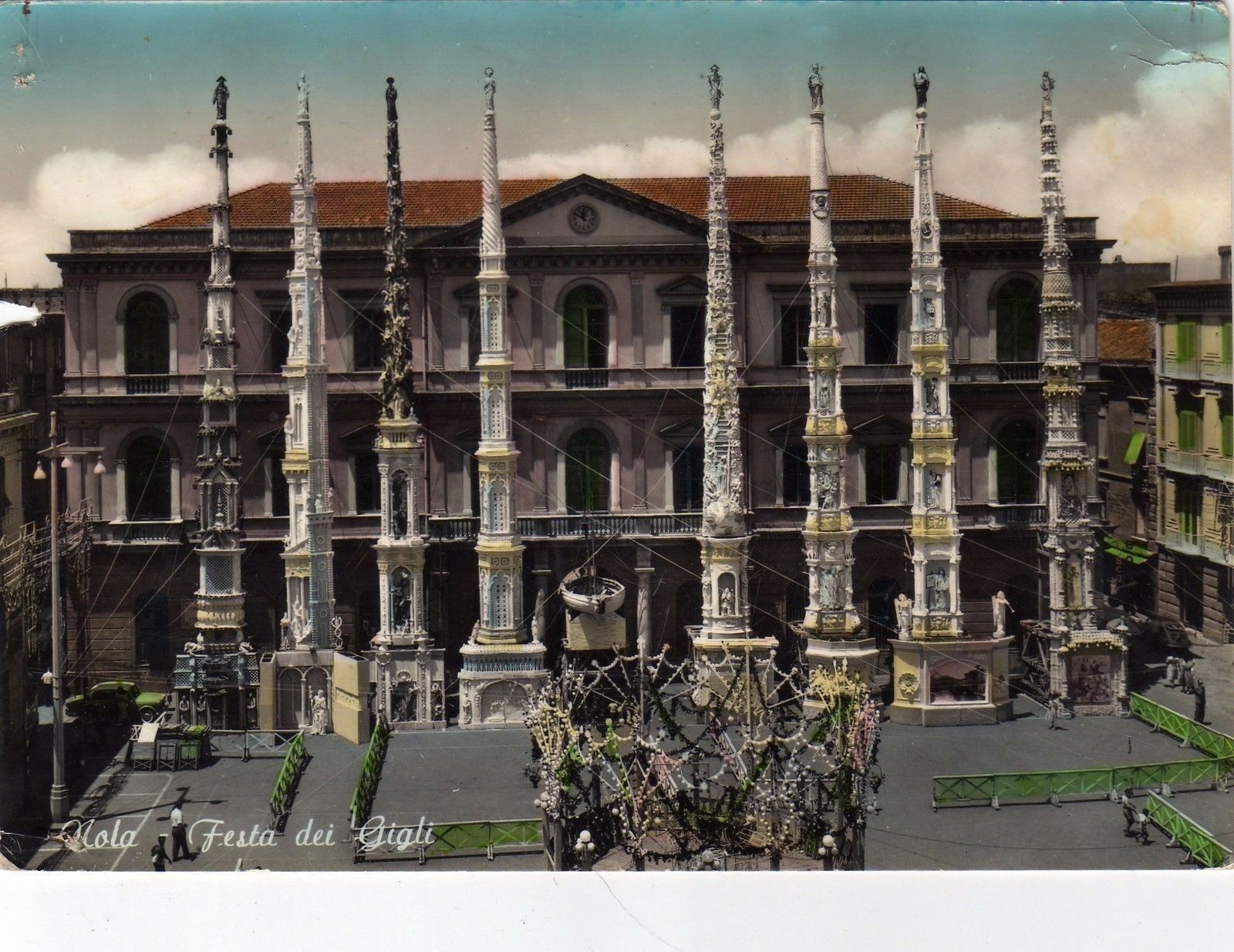
Gigli in mostra davanti al municipio, edizione 1959
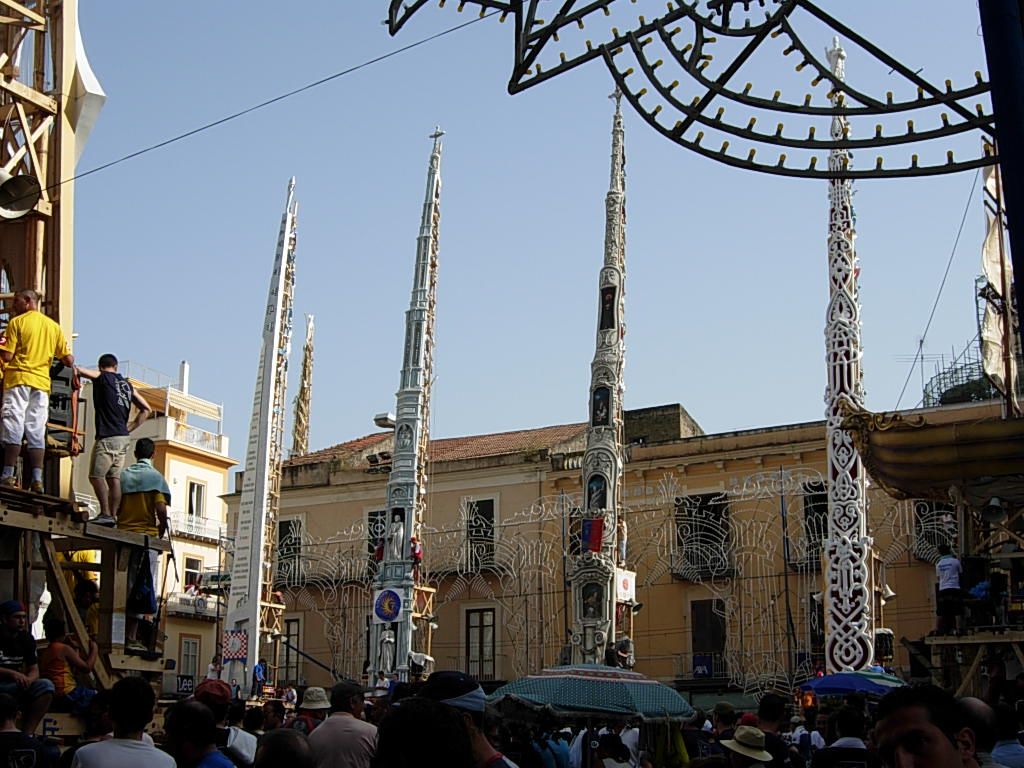
Festa dei Gigli di Nola 2007

### Il cerimoniale

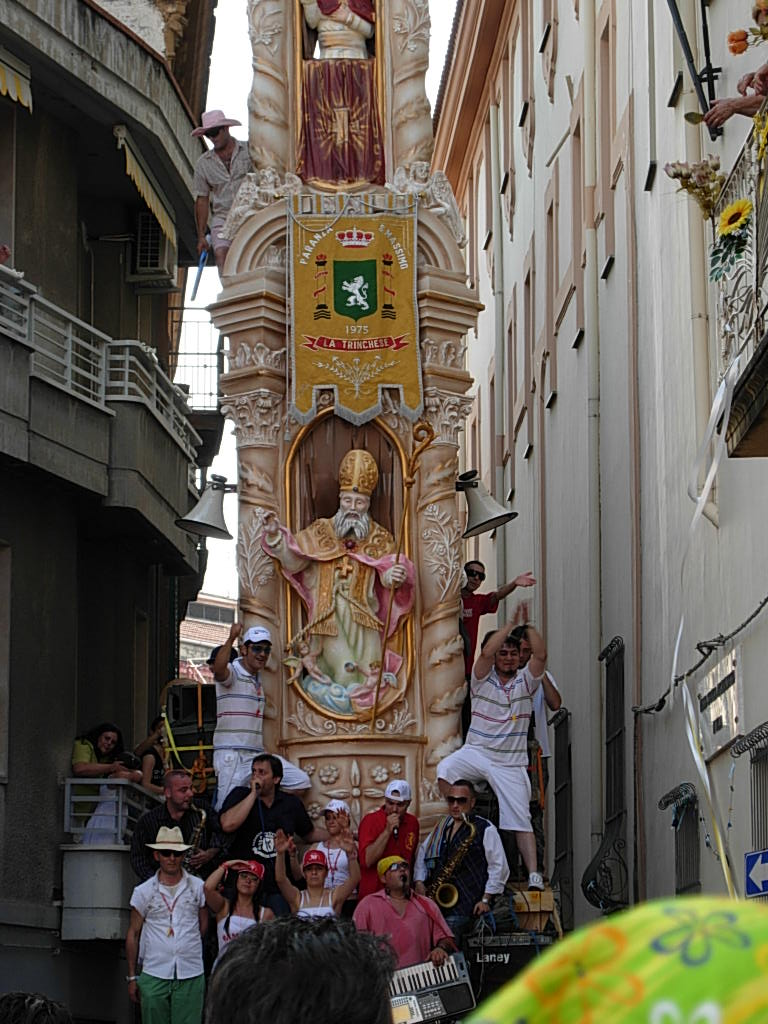
Un Giglio trasportato dalla paranza San Massimo attraversa lo storico vico delle Munacelle

Il programma dei festeggiamenti segue un cerimoniale articolato e complesso, disciplinato da un preciso copione, su di un arco temporale di un anno intero. La tradizione della festa si intreccia con quella delle corporazioni in cui precisi erano gli obblighi di devozione in occasione delle feste patronali, finalizzati a consolidare i rapporti interni e a relazionale i consociati con la restante parte della società civile.
Il "Mastro corporativo" è colui che vantando la tradizione della più antica licenza del settore è investito, dopo averne fatto richiesta al comune, dell'onore di organizzare le celebrazioni per il patrono di un singolo Giglio o della barca. Egli orchestra un "Maestro di festa", il "Maestro musichiere" e il "Capo paranza". L'attribuzione del Giglio o della barca al maestro di festa è sottolineato da un simbolico "passaggio della bandiera" rappresentante l'effigie del patrono dalle mani dell'organizzatore del precedente evento al nuovo. A questo rito segue la "cacciata", tradizionale festoso annuncio per i vicoli del centro storico del rinnovarsi ciclico dell'evento con l'organizzazione del processo che porterà alla nuova festa.
Ciascun maestro di festa organizza eventi vari tra cui le "tavuliate", pasti riffe destinati alla raccolta dei fondi necessari allo svolgimento della festa e finalizzati a opere caritatevoli.
Assegnazione dei giglio
La domenica successiva al 22 giugno, allo scadere della mezzanotte, nel Palazzo di città, dove ha sede il Comando dei Vigili, viene assegnato il giglio al nuovo maestro di festa. In passato l'assegnazione veniva fatta a titolo di anzianità, attribuendo il giglio a quel maestro di festa che portava alla firma il rappresentante più anziano della categoria di cui era interessato, sempre se quest'ultimo non avesse firmato già negli anni precedenti.
Il primo sparo
Lo si sente subito dopo che al maestro di festa è stato assegnato il giglio. Questi tramite dei botti (batteria), annuncia alla popolazione la sua investitura.
La prima uscita - (ʾA Cacciata)
Piccolo corteo con fanfara che dopo qualche giorno sfila per le vie della città con il nuovo maestro di festa.
L'impegno - (ʾA Caparra)
Somma di denaro che si usa dare ai vari rappresentanti delle paranze, delle fanfare e dei costruttori dei gigli dal maestro di festa durante la settimana successiva alla manifestazione, in modo da assicurarsi da questi la loro prestazione.
La bandiera - (Lo scambio)
Manifestazione molto sentita da tutta la popolazione. Essa avviene nel periodo che va dal mese di settembre ai principi di dicembre. Tale avvenimento viene annunziato alla città sin dalle prime luci dell'alba con colpi di mortai in aria. Si compone quindi un grande corteo con in testa il nuovo maestro di festa e ci si reca presso la casa del vecchio maestro di festa per ritirare la bandiera. Qui, dopo che la fanfara ha eseguito in onore del vecchio maestro di festa il motivo musicale del suo giglio, riprende il corteo verso il Duomo dove avviene il cambio.
La questua - (ʾA tavuliata)
I nuovi maestri di festa, al fine di ridurre i costi dell'intera manifestazione che è a loro carico, costituiscono a volte un comitato, i cui componenti chiedono un contributo agli artigiani e commercianti locali. Si svolge poi un banchetto al quale vengono invitati parenti ed amici. Sul finire del pranzo, il maestro di festa inizia il giro dei tavoli e grazie agli intervenuti riesce a raccogliere una certa somma di denaro che gli consentirà di sopportare gli oneri da sostenere.
Le canzoni - (ʾE ccanzone).
Nella stessa giornata della questua, il maestro di festa ufficialmente presenta i motivi musicali che accompagneranno il giglio per le strade della città. In omaggio, poi, durante il banchetto, darà agli intervenuti la cassetta o il disco dove appunto sono incise le suddette canzoni.
Costruzione del giglio - (Aizata d'a borda).
Agli inizi di giugno gli artigiani iniziano la costruzione del giglio. La prima operazione è quella di montare la "borda" (lunga pertica che costituisce la spina dorsale del giglio ed è lunga 25 metri). Dopodiché si prepara la base che è di forma quadrangolare posata su quattro piedi ferrati avendo ognuno uno spessore di cm. 20x20. La base è alta 3 metri e larga mt. 2,60. Ultimata questa operazione, si passa all'innesto della borda che perpendicolarmente deve essere messa al centro della base. Quindi si procede a montare i sei pezzi che formano il prospetto (1 pezzo mt. 3,90; secondo mt. 3,70; terzo mt. 3,50; quarto mt. 3,30; quinto mt. 3,1 0; sesto mt. 3). Il giglio spogliato risulta alto 25 metri con un peso complessivo di circa 20 quintali.
Trasporto dei gigli spogliati - (ʾO juorno ca se provano 'e spalle).
Una volta terminata la costruzione, i gigli vengono, il sabato e la domenica precedente alla festa, trasportati nelle varie piazze nolane. Tale avvenimento, oltre ad essere consuetudinario, serve come prova generale per le paranze.
La vestizione - (ʾA vesta nova).
Dopo che i gigli sono stati trasportati davanti alle abitazioni dei maestri di festa, inizia la vestizione con la struttura in cartapesta che serve per rivestire questi grandi obelischi di legno. Su tali strutture vengono rappresentati dei soggetti ben precisi (religiosità, cultura, sport attualità) ai quali si sono ispirati gli artisti.
La processione - (ʾO Santo p'ʾe vvie).
Il 22 giugno giorno dedicato a San Paolino, nel tardo pomeriggio, verso le ore 19.00 ha luogo la solenne processione. L'intera popolazione (circa 34.000 persone) si stringe attorno al Busto argenteo del Santo, che sfila per principali strade della città. Vi partecipano, oltre alle autorità religiose, civili, politiche e militari, i vari comitati delle corporazioni.
I comitati - (ʾA serata maggeca).
Il sabato del giorno che precede la festa, ha luogo la sfilata dei comitati. Essi sono nove e rappresentano ognuno la propria categoria. Ogni comitato è formato da centinaia di persone che indossano la stessa "divisa", seguiti da una fanfara che ripropone continuamente i motivi musicali ('e canzone) del giglio di appartenenza. Durante il percorso si rende visita (omaggio) agli altri gigli recandosi alla loro postazione.
La domenica della festa - (ʾO juorno cchiù bello).
Il giorno prima alcuni uomini provvederanno a sistemare le "barre" (sono otto in legno di castagno della misura di mt. 6, con uno spessore di cm. 12) che vengono montate alla base. Verso le ore 9. davanti ad ogni giglio si celebra la Santa Messa, officiata dal Vescovo di Nola. Subito dopo i gigli dal loro rione vengono trasportati a spalla in piazza Duomo. Qui, dopo essersi esibiti in una lunga e prolungata "ballata", restano poi fermi per un breve periodo ai lati della stessa piazza. Verso le 13:00-13:30 il Vescovo dalla Cattedrale, seguito dal Busto d'argento di San Paolino portato a spalla da un gruppo di persone, benedice i gigli. Con la solenne benedizione del Vescovo termina così la prima parte dei festeggiamenti. segue un breve intervallo, giusto per permettere ai comitati e alle paranze di consumare il pranzo, prima che si dia inizio alla famosa sfilata per le vie della città.
Essa avviene intorno alle ore 16.00 circa e con partenza da piazza Duomo tocca le seguenti strade:
via San Felice, via Mozzillo, Piazza Collegio, via Ciccone, via T. Vitale, Piazza Immacolata, via Principe di Napoli, Piazza Marconi, via Principessa Margherita, via Senatore Cocozza, piazza Paolo Maggio, via A. Leone, via Merliano, piazza Calabrese, via Tansillo; quindi di nuovo via San Felice, via San Paolino, piazza M. C. Marcello e in ultima via C. De Notaris. I gigli, in questo tradizionale percorso, fin dai tempi antichi, sfilano nel seguente ordine: Ortolano, Salumiere, Bettoliere, Panettiere, Barca, Beccaio, Calzolaio, Fabbro e Sarto.
Si tratta senza dubbio di un percorso molto difficile, poiché in ognuna delle strade suddette ci sono tante difficoltà da superare. Perché tutto riesca bene occorre, oltre ad una buona paranza, un bravo capoparanza, che, coadiuvato dai cosiddetti "caporali", riesca alla fine col giglio a superare indenne alcuni di questi trabocchetti ("girata" di caparossa, 'o vico de' Monache, "Foro 'o largo", "for e carcere , o pésole alpino", "for 'o Salvatore , o palazza 'a catena" ed infine o vico e Piciocchi".
Centinaia di anni fa i gigli usciti dal vico di Piciocchi, vicolo strettissimo attraverso il quale, il giglio viene trasportato solo con le barre, poiché non c' è spazio per i "varrielli", cioè per i laterali e questo comporta una precaria stabilità all'obelisco, ritornavano di nuovo ai loro posti (abitazioni dei maestri di festa). Ora non più.
Quando l'ultimo giglio (il sarto) viene trasportato in piazza (di solito a mattina inoltrata) la festa si conclude.
Il lunedì - (ʾA strusciata).
I gigli vengono allineati davanti al palazzo di città e qui rimarranno fino alla conclusione dei festeggiamenti.
L'abbattimento - (ʾO colpo ʾo core).
A chiusura dei festeggiamenti, i gigli vengono "svestiti" e abbattuti. Ciò avviene nella suddetta piazza.

## Gemellaggi
Il comune ha valorizzato la Festa con progetti di promozione socio-culturale dell'evento. Negli ultimi anni uno o più Gigli di Nola hanno sfilato per le strade di:
- 1979: Assisi
- 1986: Ischia
- 1996: Avellino (Trenta ore per la vita)[8]
- 1996: Flumeri[9][10]
- 2005: Santa Maria Da Feira (Sete Sòis Sete Luas)
- 2006: Lisbona
- 2007: Valencia (Fallas)
- 2007: Roma (Giornata Dei Beni Immateriali)
- 2012: Giffoni Valle Piana (Giffoni Film Festival)[11].
- 2019: Brescello (Processione del Cristo parlante di Don Camillo)
- 2022 Procida (Capitale Italiana della cultura 2022)

## Festività simili

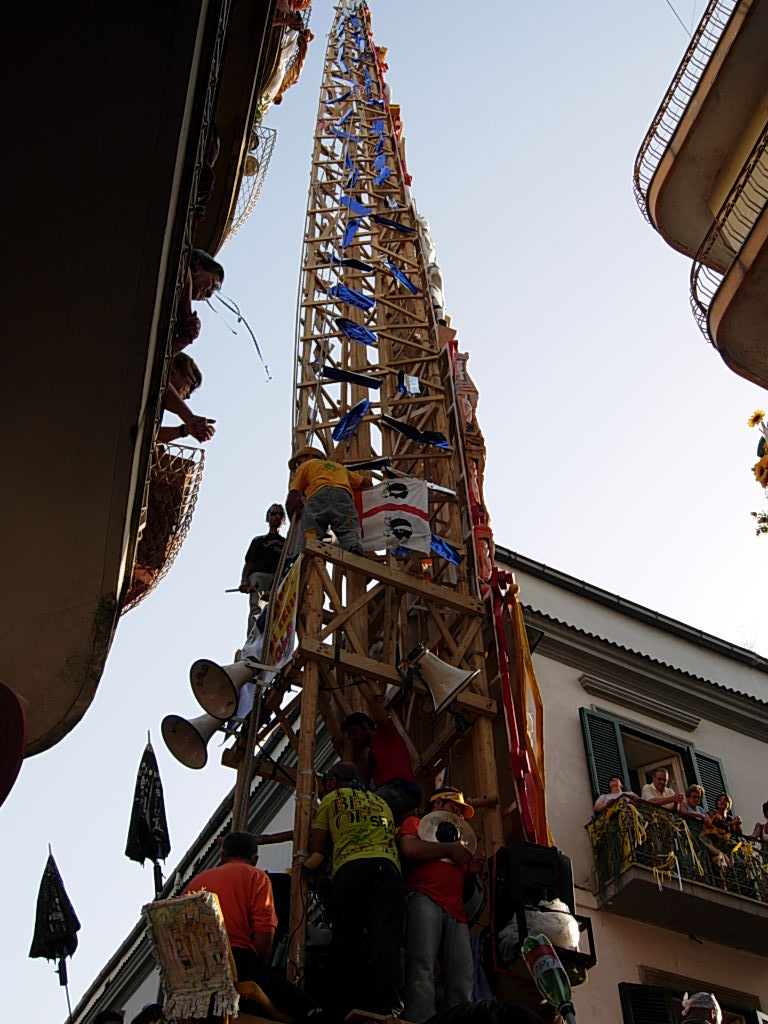
Festa dei Gigli di Nola 2007

Festività ispirate a quella dei Gigli di Nola si svolgono a:
- Napoli, nel quartiere di Barra;
- Brusciano;
- Casavatore,
- Crispano
- Villaricca[12]
- Williamsburg, nel quartiere di Brooklyn, in onore della Madonna del Carmine e di San Paolino, organizzata sin dal 1903 da immigrati nolani;[13]
- East Harlem, quartiere di New York,  organizzata dalla Giglio society, costituita da emigranti campani;[14]
- Quilmes (Buenos Aires), gli immigrati con “Asociación Nápoles Viva”  tramandano l'antica tradizione[15].
- Recale (Caserta), organizzata dal "Comitato S.Antimo Festa del Giglio"